# Chargey-lès-Port
Chargey-lès-Port – miejscowość i gmina we Francji, w regionie Burgundia-Franche-Comté, w departamencie Górna Saona.
Według danych na rok 1990 gminę zamieszkiwało 198 osób, a gęstość zaludnienia wynosiła 15 osób/km² (wśród 1786 gmin Franche-Comté Chargey-lès-Port plasuje się na 547. miejscu pod względem liczby ludności, natomiast pod względem powierzchni na miejscu 277.).